# Böstlingen

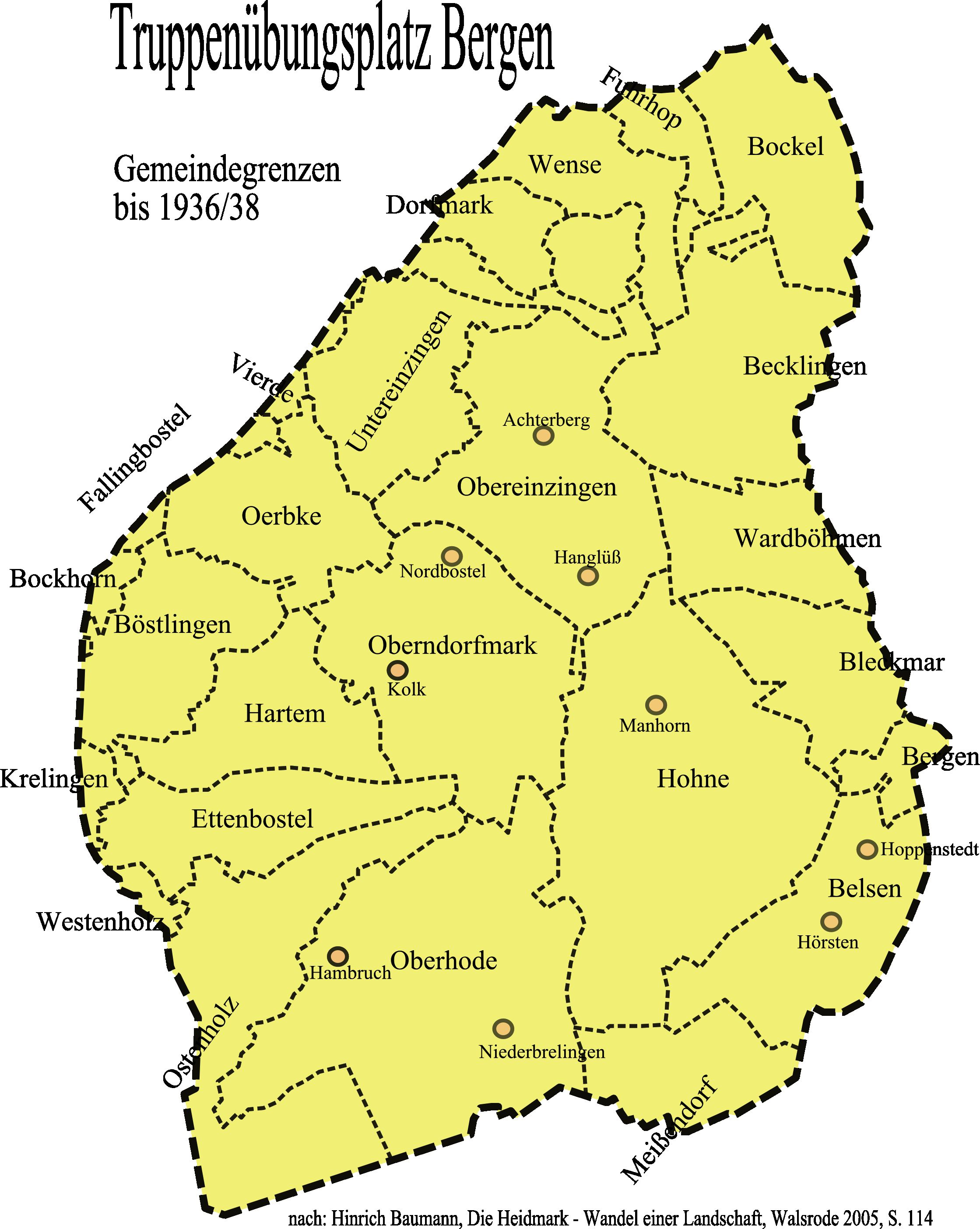
Böstlingen am Westrand des Truppenübungsplatzes

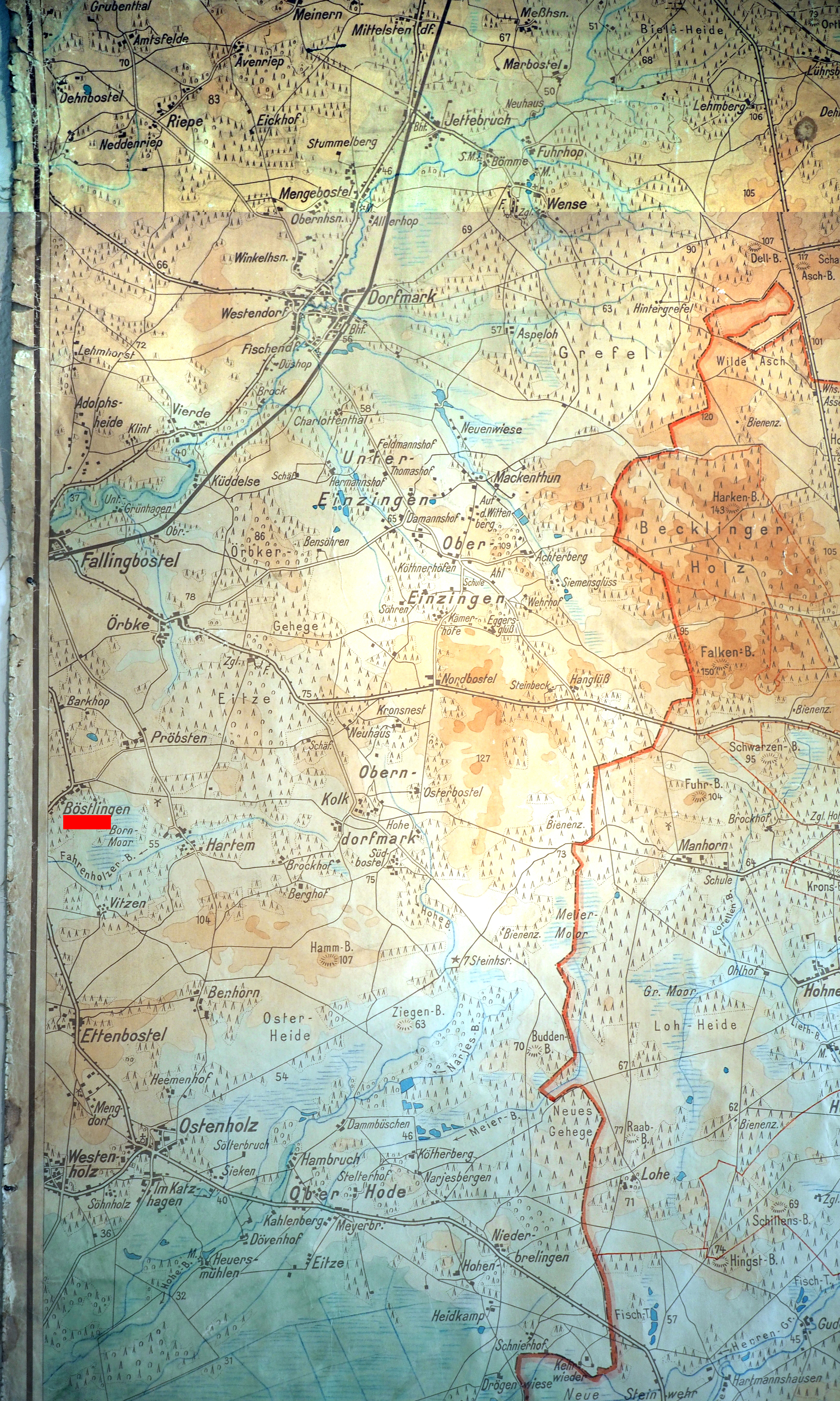
Historische Karte der Ostheidmark

Böstlingen ist ein Wohnplatz der Gemarkung Hartem im gemeindefreien Gebietes Osterheide, im Landkreis Heidekreis, (Niedersachsen). Böstlingen war eine Gemeinde in der Ostheidmark im Altkreis Fallingbostel. Zu der Gemeinde gehörten die Dörfer Böstlingen, Fahrenholz und Pröbsten. 

## Geschichte

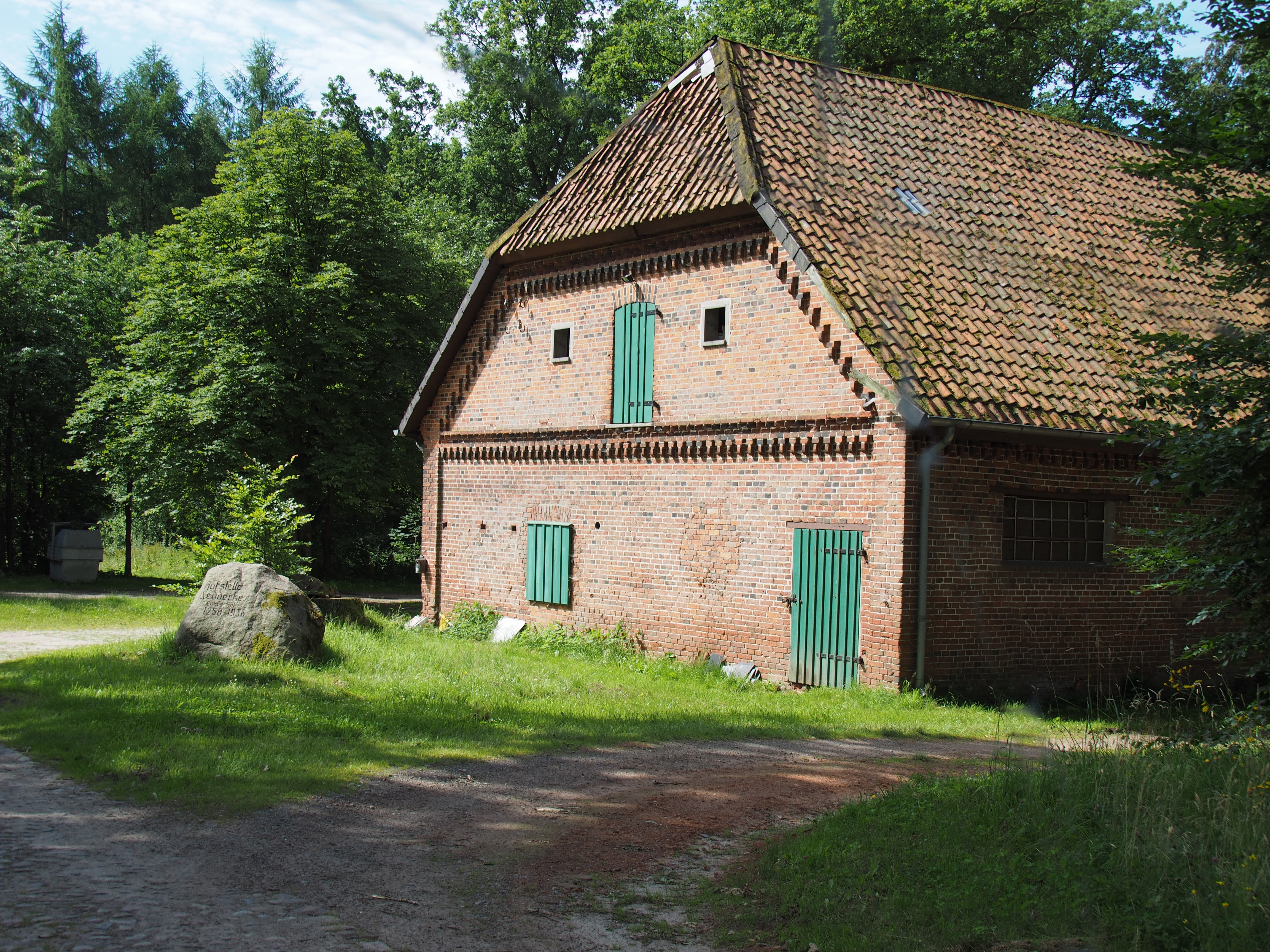
Gebäude des „Cohrs-Hofes“, mit Gedenkstein, im ehemaligen Ort Böstlingen

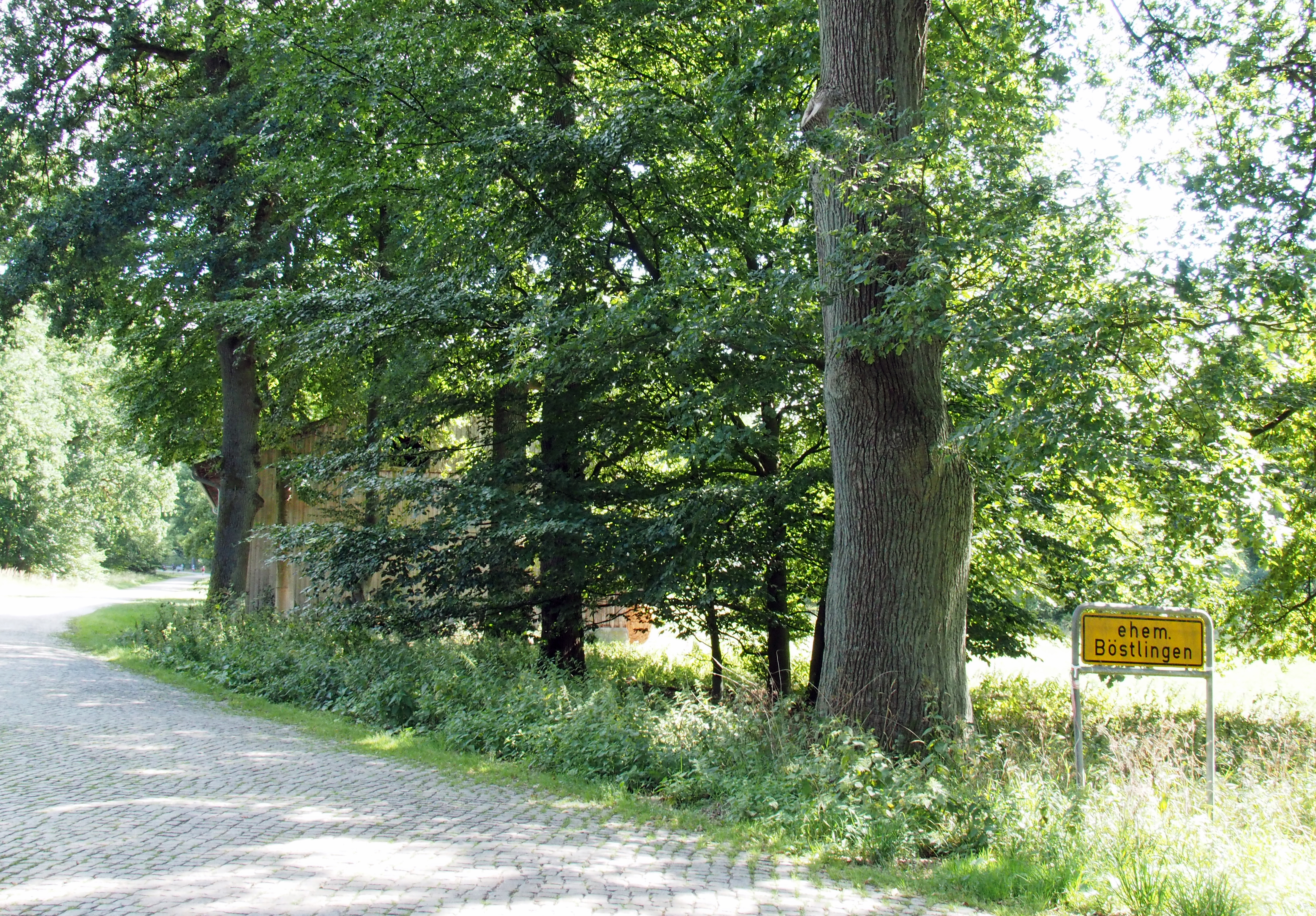
Wüstung Böstlingen

Urkundlich wurde Böstlingen erstmals im Verzeichnis der Einnahmen aus dem Schloss Celle vom 7. April 1378 bis 9. März 1379 erwähnt. Im Schatzregister Celle sind 1438 drei Höfe aus Böstlingen aufgeführt. Die erste urkundliche Nachricht von Fahrenholz findet sich im Urkundenbuch von Hans Sudendorf. Hier wird erwähnt, dass im Lehnsregister des Luthard von Meinersen ungefähr um 1226 Fahrenholz als „uoreholte“ verzeichnet ist. Pröbsten wird erstmals am 21. Dezember 1337 im Urkundenbuch des Klosters St. Johannis Walsrode urkundlich erwähnt. Den Urkunden des Klosterarchivs ist zu entnehmen, dass es einmal ein Adelsgeschlecht „von Pröbsten“ gegeben hat. 1563 werden die drei Dörfer im Einwohnerverzeichnis des Fürstentums Lüneburg unter dem Namen „Varenholter Buirskop“ zusammengefasst.
Die drei Dörfer bildeten auch eine Schulgemeinschaft. Seit ungefähr 1750 hatten sie eine Reihenschule. 1823 wurde ein Schulhaus gebaut. Es wurde zunächst in der Art eines Rauchhauses, also ohne Schornstein, gebaut. Der wurde 1874 nachträglich aufgestellt. In Böstlingen gingen bis 1850 durchschnittlich 60–70 Kinder zur Schule. Die Anzahl ging Jahr für Jahr kontinuierlich zurück. 1926 waren es nur noch 23 Schulkinder.
Jahrhundertelang lebten die Heidebauern von der Schnuckenhaltung. Erst als es im 19. Jahrhundert gelang den Ortstein zu brechen und Ackerböden zu kultivieren, der Mergel entdeckt wurde, Kunst- und Gründünger aufkamen, rückte die Heidschnuckenhaltung in den Hintergrund (siehe Entwicklung der Landwirtschaft in der Heidmark).
Als bemerkenswert werden in Überlieferungen die Erdkeller beschrieben, die sich in Böstlingen befanden.
Im Zuge der Errichtung des Truppenübungsplatzes Bergen erfolgte vom Sommer 1935 bis Mai 1936 die Umsiedlung der Bevölkerung und Räumung des gesamten Gebietes. Die Hofbesitzer wurden entschädigt, die Gebäude wurden zum größten Teil abgerissen (siehe Heidmark#Zerstörung der Ostheidmark in der Zeit des Nationalsozialismus). Die Gesamtgröße des Gemeindegebietes betrug 1111 Hektar, davon sind 1066 ha in den Truppenübungsplatz gefallen.

### Einwohnerentwicklung
Die Bauernschaft Böstlingen hatte folgende Einwohnerentwicklung:

1770 – 157 Einwohner

1821 – 207 Einwohner

1933 – 208 Einwohner